# Jenifer Lewis
Jenifer Lewis, född 25 januari 1957 i Kinloch, Missouri, är en amerikansk skådespelare.
Richardson har bland annat medverkat i TV-serierna Black-ish och Strong Medicine. Hon har även medverkat i filmen Bilar 3.

## Filmografi (i urval)
- 1993 – Tina – What's Love Got to Do with It
- 1993 – En värsting till syster 2
- 1996 – Preacher's Wife
- 2000 – The Little Richard Story
- 2000 – Cast Away
- 2000–2006 – Strong Medicine (TV-serie)
- 2006 – Bilar
- 2009 – Prinsessan och grodan
- 2011 – Bilar 2
- 2014–2022 – Black-ish (TV-serie)
- 2015 – The Wedding Ringer
- 2017 – Bilar 3
- 2022 – Bilar på väg
- 2024 – Spellbound
- 2026 – Goat – bäst i världen